# Comarca Sur (Fuerteventura)
Die Comarca Sur ist eine der zwölf Comarcas in der Provinz Las Palmas.
Die im Süden der Insel Fuerteventura gelegene Comarca umfasst zwei Gemeinden auf einer Fläche von 659,46 km².

## Gemeinden
| Gemeinde                    | Einwohner (2024) | Fläche km² | Dichte Einw./km² | Cod INE | Postleitzahl       |
| --------------------------- | ---------------- | ---------- | ---------------- | ------- | ------------------ |
| Pájara                      | 21.614           | 383,52     | 56               | 35015   | 35625–35628        |
| Tuineje                     | 16.454           | 275,94     | 60               | 35030   | 35620, 35627–35629 |
| Comarca Sur (Fuerteventura) |                  | 659,46     | 0                | –       | –                  |

## Nachweise
1. ↑  Instituto Nacional de Estadística Municipal Register of Spain
2. ↑  Regionen und Großregionen der Kanarischen Inseln, territoriale Abgrenzungen für statistische Zwecke